# بلوتوث
بلوتوث (به انگلیسی: Bluetooth) (به معنی دندان آبی) نام یک استاندارد فناوری بی‌سیم با برد کم برای فرستادن پیام، عکس یا هر اطلاعات دیگر است و دارای پیوند کوتاه برد، بهره‌بری انرژی کم، کم‌هزینه و بی‌سیم می‌باشد. نام این فناوری از لقب یک پادشاه منطقهٔ اسکاندیناوی به نام هارالد بلاتند گرفته شده‌است. فناوری بلوتوث شامل چندین نکته کلیدی است که قبول آن را به‌طور گسترده آسان می‌کند. توانایی بی‌سیم بودن و برد کوتاه آن به دستگاه‌های جانبی این اجازه را می‌دهد که توسط یک کانال هوایی ارتباط برقرار کنند و جایگزین کابل‌هایی شوند که از اتصال‌دهنده‌ها با اشکال و اندازه‌های مختلف و چندین تکه استفاده می‌کنند. بلوتوث هردو نوع داده و صوت را پشتیبانی می‌کند که آن را به یک تکنولوژی ایده‌آل تبدیل نموده‌است که بسیاری از وسایل را قادر به ارتباط کرده‌است. بلوتوث از فرکانس غیرمنظم استفاده می‌کند و در هرجای دنیا قابل دسترس است. اعضای گروه SIG برای ایجاد لوگوی بلوتوث مجدداً به ریشهٔ آن برگشتند که مربوط به شمال اروپا بود و با استفاده از حروف رمزی اسکاندیناویایی که در قرن نهم رایج بود ترکیبی از حروف اول نام پادشاه بلوتوث را به عنوان لوگوی بلوتوث در نظر گرفتند

## معرفی
بلوتوث یک رشته خصوصیت بی‌سیم است که ارتباطات کوتاه‌برد بین وسایل مجهز به تراشه‌های کوچک و اختصاصی بلوتوث را تعریف می‌کند. بلوتوث یک استاندارد رادیویی و شیوه‌نامه ارتباطی برای مصارف با توان پایین و برد کوتاه می‌باشد که با نصب یک میکروچیپ ارزان قیمت در دستگاه‌ها فعال می‌شود. بلوتوث در حقیقت نام تجاری برای شبکه‌های بی‌سیم شخصی است که با استاندارد IEEE ۸۰۲٫۱۵ هم شناخته می‌شود. این بلوتوث برای فاصله‌های نزدیک و ارسال پیغام، عکس یا هر اطلاعات دیگر استفاده می‌شود. اختراع تکنولوژی بلوتوث در سال ۱۹۹۴ تحول عظیمی در عرصهٔ ارتباطات به‌ویژه موبایل‌ها به‌وجود آورد. تنها یکی از ویژگی‌های مفیدش حذف سیم‌های بسیار از سازمان‌ها، ادارات و منازل بود. مانند حذف سیم بین ماوس و کامپیوتر، حذف سیم بین صفحه کلید و کامپیوتر، حذف سیم بین موبایل و کامپیوتر و…
مخترع بلوتوث، یاپ هارتسن اهل هلند است.
زمانی که دو دستگاه الکترونیکی نیاز به ارتباط با یکدیگر دارند، باید دارای سیستم‌های ارتباطی مشترک به روش بلوتوث باشند؛ یعنی هر دو دستگاه باید مجهز به تراشه یا میکروچیپ بلوتوث باشند.
این فناوری به وفور در feature phoneها و تلفن‌های هوشمند دیده می‌شود

### نام گذاری
شرکت سوئدی اریکسون در سال ۱۹۹۷ برای انتخاب نام فناوری بی‌سیم خود که اکنون تحت عنوان بلوتوث شناخته می‌شود از لقب هارالد بلاتند الهام گرفت. دلیل انتخاب لقب پادشاه پیشین دانمارک برای این فناوری بی‌سیم نقش او در ایجاد اتحاد بین بخش‌های بزرگی از منطقه اسکاندیناوی بود. اتحادی که با توجه به اهمیت مرز دریایی بین کشورهای این منطقه بی‌ارتباط با کارکرد ارتباط بی‌سیم و فناوری بلوتوث نیست.

## نحوه برقرای ارتباط
ارتباط با فرکانس‌های رادیویی انجام می‌شود، هر وسیلهٔ بلوتوث حاوی یک تراشه فرستنده/گیرنده مربعی‌شکل به ضلع ۴
سانتیمتر است، که در باند فرکانسی GHz ۲٫۴ تا GHz ۲٫۴۸ کار می‌کند. این فرکانس از این لحاظ انتخاب شده، که در سراسر جهان به‌طور رایگان در دسترس است و محدودیت‌های داشتن مجوز را ندارد. این باند فرکانس طبق یک توافق‌نامه بین‌المللی برای استفاده توسط لوازم علمی، پزشکی و صنعتی کنار گذاشته شده و اصطلاحاً به آن ISM می‌گویند؛ باند ISM به ۷۹ کانال تقسیم می‌شود که هرکدام پهنای باند ۱MHzای دارند. بلوتوث ازلحاظ نظری پهنای باند یک مگابایت در ثانیه را دارد، که سرعتی نزدیک به ۷۲۳ کیلوبیت در ثانیه است. این سرعت خیلی بالا نیست، اما برای انتقال داده‌ها بین وسایل دستی و دسترسی به اینترنت کاملاً کافی است.

## تداخل امواج
یکی از راه‌ها برای جلوگیری از تداخل امواج ارسال سیگنال‌های بسیار ضعیفی در حدود ۱ میلی‌وات است. استفاده از امواج کم قدرت، شعاع برد سیگنال‌های بلوتوث را به حدود ۱۰متر محدود می‌کند؛ و هم چنین استفاده از این‌گونه سیگنال‌های ضعیف ایجاد تداخل بین امواج بلوتوث با امواج تلفن همراه، کامپیوتر یا دستگاه تلویزیون به‌طورکلی منتفی می‌شود.
بلوتوث از یک فناوری دیگر به نام «جهش فرکانس در طیف گسترده» یا(FHSS) بهره می‌گیرد، که احتمال استفاده از فرکانس برابر توسط دو دستگاه به‌طور هم‌زمان را تقریباً به صفر می‌رساند. بر پایه این تکنولوژی هر وسیله این امکان را دارد که از ۷۹ فرکانس منحصربه‌فرد که به صورت اتفاقی از میان یک سری فرکانس‌های از پیش تعیین شده انتخاب می‌شوند، استفاده کند؛ و به‌طور منظم تغییر فرکانس می‌دهد. در مورد بلوتوث این عمل تغییر فرکانس در دستگاه فرستنده حدود ۱۶۰۰ بار در ثانیه اتفاق می‌افتد، بر پایه همین تکنولوژی از اختلال بین امواج بلوتوث با دستگاه‌هایی مثل کنترل درب پارکینگ یا تلفن‌های بی‌سیم جلوگیری می‌شود.

## معماری
واحد پایه در سیستم بلوتوث یک "پیکونت است که از یک گره اصلی و حداکثر هشت گره پیر و فعال به فاصله حداکثر ده متر، تشکیل شده‌است. در یک فضای بزرگ و واحد می‌توان چندین پیکونت داشت و حتی می‌توان آن‌ها را از طریق یک گره که نقش پل ایفاء می‌کند، به هم متصل کرد. به مجموعه‌ای از پیکونت‌های متصل بهم اصطلاحاً) شبکه متفرق/پراکنده) گفته می‌شود. در یک پیکونت علاوه بر هفت گره فعال پیرو، می‌تواند تا ۲۵۵ گره غیر فعال وجود داشته باشد. این‌ها دستگاه‌هایی هستند که گره اصلی آن‌ها را در حالت استراحت و کم توان وارد کرده تا مصرف باتری آن کاهش یابد. یک دستگاه در حالت غیر فعال هیچ کاری نمی‌تواند انجام دهد به جز آن که به سیگنال فعال‌سازی خود یا سیگنال Beacon که از گره اصلی می‌رسد، پاسخ بدهد.
هنگامی که دو دستگاه بلوتوث دار در محدوده ارتباط قرار می‌گیرند آن‌ها جهت برقراری ارتباط با یکدیگر تلاش می‌کنند. اگر در آن زمان هیچ پیکونتی موجود نباشد یک فرایند مبادله فعال می‌شود. یک دستگاه به عنوان گرهٔ اصلی در نظر گرفته می‌شود و بقیه به عنوان گره‌های پیرو انتخاب می‌شوند. گره اصلی فرکانس، ترتیب پرش‌های فرکانس، زمان‌بندی و ترتیب گره‌های پیرو را انتخاب می‌کند. گره اصلی هم چنین مسئول تعلیم دادن گره‌های پیرو برای تغییر وضعیت دادن به حالت‌های دیگر برای زمان‌های غیرفعال است.
گره اصلی و پیرو باید اطلاعات ساعت و آدرس را به منظور وارد شدن گره پیرو به پیکونت متعلق به آن گره اصلی، مبادله کنند. هر دستگاه بلوتوث یک مشخصه جهانی(Global ID) منحصربه‌فرد برای ایجاد مدل پرش (hopping pattern) دارد.
امواج رادیویی گره اصلی مشخصه جهانی و اختلاف ساعت خود را با هر گره پیرو موجود در پیکونت خود تقسیم می‌کند.
- یک دستگاه بلوتوث می‌تواند دریکی از حالات زیر باشد:

Standby (آماده به خدمت): هنگامی است که دستگاه روشن است ولی به پیکونت وصل نیست.
Inquiry (در حال جستجو): هنگامی است که در خواست‌هایش را برای پیدا کردن دستگاهایی که می‌تواند به آن‌ها وصل شودمی فرستد
Page (فراخوانی): مربوط به گره اصلی در پیکونت است و به معنی پیغام‌هایی است که دستگاه برای دعوت گره‌های پیرو جهت اتصال به پیکونت ارسال می‌کند.
Connect (اتصال): وقتی که ارتباط موفقیت‌آمیز بین گرهٔ اصلی و دستگاه جدید برقرار شود. دستگاه جدید که نقش پیرو را بازی می-کند به حالت connected درآمده و یک آدرس فعال دریافت می‌کند.
Transmit (ارسال): حالتی است که دستگاه در حال ارسال دادهٔ خود می‌باشد. وقتی که ارسال داده تمام شد به حالت connected در می‌آید.
Sniff: حالت کم‌مصرف دستگاه است که مربوط به گرهٔ پیرو می‌باشد و به اندازهٔ بازهٔ زمانی از قبل تعیین شده‌استراحت می‌کند.
(sleep) دستگاه در زمان مشخص شده برای انتقال اطلاعات بیدار می‌شود (فعال می‌شود)، سپس دستگاه دوباره به حالت غیرفعال برمی‌گردد تا زمان sniff مشخص شدهٔ بعدی فرا برسد.
Hold (حالت انتظار): حالت کم مصرف دیگری است که گرهٔ پیرو به مدت از پیش تعیین شده‌ای غیرفعال است، اگرچه در این حالت انتقال داده‌ای صورت نمی‌گیرد.
وقتی که دستگاه پیرو داده‌ای برای ارسال یا دریافت نداشته باشد ممکن است دستگاه اصلی، آن را به سمت حالت استراحت هدایت کند. وقتی که دستگاه وارد حالت استراحت می‌شود، آدرس فعال خود را در پیکونت رها می‌کند. این آدرس پس از آن به گرهٔ پیروایی که، گرهٔ اصلی آن را از حالت غیرفعال دوباره فعال می‌کند، اختصاص داده می‌شود.

## پروتکل
استاندارد بلوتوث پروتکل‌های متعددی دارد که به‌طور ناموزون در چند لایه گروه‌بندی شده‌اند. ساختار لایه‌ها از مدل OSI, TCP/IP، مدل ۸۰۲ یا هر مدل شناخته شدهٔ دیگر تبعیت نمی‌کند. با این وجود IEEE در حال اصلاح بلوتوث است تا با مدل ۸۰۲ سازگار تر شود. معماری پروتکل بلوتوث که توسط کمیتهٔ ۸۰۲ اصلاح شده‌است.
- مشخصهٔ بلوتوث، پروتکلی است که بلوتوث را به سه گروه منطقی تقسیم می‌کند که عبارتند از:

1. گروه پروتکل انتقال
2. گروه پروتکل لایه‌های میانی
3. گروه کاربردها

پروتکل‌های انتقال به دستگاه‌های مجهز به بلوتوث این امکان را می‌دهند که محل یکدیگر را تعیین کنند و لینک‌های فیزیکی و منطقی را توسط پروتکل‌های لایهٔ بالاتر و درخواست‌ها مدیریت نمایند. به این نکته باید توجه نمود که استفاده از واژهٔ Transport در اسم این پروتکل به این منظور نیست که این پروتکل منطبق با لایهٔ انتقال از مدل ارجاعی اتصال داخلی سیستم باز، نمی‌باشد. بلکه این پروتکل‌ها مطابق با لایهٔ Data link و لایهٔ فیزیکی از مدل OSI می‌باشند. لایه‌های رادیویی، باند پایه، مدیریت لینک، کنترل منطقی اتصال و انطباق و واسط کنترل ند میزبان که به صورت HCI نامیده می‌شود، در گروه پروتکل‌های انتقال قرار دارند. این پروتکل‌ها هردو انتقال هم‌زمان و غیرزمان را پشتیبانی می‌کنند. تمام پروتکل‌ها در این گروه برای پشتیبانی از ارتباط بین دستگاه‌های مجهز به بلوتوث لازمند.
گروه دوم از پروتکل‌ها به نام پروتکل‌های میانی شامل سه قسمت و پروتکل‌های استاندارد صنعتی می‌باشند. مانند پروتکل‌های ایجاد و توسعه یافته توسط SIG. این پروتکل‌ها به درخواست‌های موجود و جدید امکان می‌دهند که بر روی لینک‌های بلوتوث عمل کنند. پروتکل‌های استاندارد صنعتی شامل پروتکل نقطه به نقطه (PPP)، پروتکل اینترنت (IP)، پروتکل کنترل انتقال (TCP)، پروتکل‌های درخواست بی‌سیم(WAP) و پروتکل‌های تبادل شئ OBEX))می‌باشند که از تجمیع داده توسط اشعهٔ مادون قرمز (IrDA)نتیجه می‌شوند.
پروتکل‌های ایجاد شده توسط گروه SIG که صرفاً مرتبط با بلوتوث هستند، شامل:
1. مقلد پورت سریال (RFCOMM) که درخواست‌های legacy را قادر می‌سازد، به صورت یکپارچه بر روی پروتکل‌های انتقال بلوتوث فعالیت کنند. پروتکلی جهت شبیه‌سازی استاندارد درگاه سریال (serial port) است که در تمام PCها از آن برای اتصال صفحه کلید، موس، مودم و امثال آن استفاده می‌شود. این پروتکل برای آن طراحی شده تا بتوان از دستگاه‌های قدیمی به سهولت استفاده کرد.
2. پروتکل TCS که مبتنی بر بسته‌است، برای مدیریت عملیات telephony که telephony پروتکلی بی‌درنگ است که برای سه پروفایل انتقال صدا به کارمی آید. این پروتکل همچنین تنظیم و قطع ارتباط را بر عهده دارد.
3. پروتکل کشف خدمات (SDP) که به دستگاه‌ها اجازه می‌دهد اطلاعاتی در مورد سرویس‌های موجود یکدیگر به دست آورند. به‌طورکلی برای کشف و تشخیص انواع خدماتی که درون شبکه عرضه می‌شود، کاربرد دارد.

استفاده مجدد از پروتکل‌های موجود و خط اتصال یکپارچه بین درخواست‌های موجود یک اولویت بالا در توسعهٔ مشخصات بلوتوث بود.
گروه درخواست شامل درخواست‌های فعلی، که از لینک‌های بلوتوث استفاده می‌کنند، می‌باشد. آن‌ها می‌توانند شامل درخواست‌های legacy مانند درخواست‌های مطلع از بلوتوث باشند. این لایه محل قرارگرفتن انواع برنامه‌های کاربردی و پروفایل‌ها است. این لایه برای انجام کار از خدمات پروتکل‌های موجود در لایه‌های زیرین بهره می‌گیرد. هر برنامه کاربردی، زیرمجموعه‌ای از پروتکل‌های مختص به خود را به خدمت می‌گیرد. ابزارهای ویژه‌ای مثل گوشی بی‌سیم(Headset) بسته به نوع برنامهٔ کاربردی آنها، فقط به برخی از پروتکل‌ها نیازمندند.

## مزایا

### محدودیت در انتقال داده(Data) از طریق سیم
دستگاه‌هایی که با سیم کار می‌کنند از طریق رابط‌های سریال یا موازی(parallel) یا USB به کامپیوتر متصل می‌شوند. اگر از ارتباط سریال استفاده شود در هر سیکل زمانی یک بیت ارسال می-شود و ارتباط موازی در هر سیکل ۸ تا ۱۶ بیت را ارسال می‌نماید. این مقادیر در دنیای ارتباطات پرسرعت امروزی بسیار کم است؛ که این مشکل با امواج بلوتوث حل شده‌است.

### قیمت ارزان فناوری بلوتوث
یکی دیگر از دلایل استفاده از تراشه‌های بلوتوث قیمت بسیار مناسب این تراشه‌ها است. این تکنولوژی از محدوده فرکانس ۲٫۴۰ تا ۲٫۴۸ گیگا هرتز که محدوده‌ای رایگان است استفاده می‌کند که ۷۹ کانال ارتباطی را شامل می‌شود.

### سرعت انتقال اطلاعات در بلوتوث
از ارتباط هم‌زمان استفاده شود نرخ انتقال اطلاعات ۴۲۳ کیلوبایت در ثانیه خواهد بود. در این نوع ارتباط دستگاه فرستنده و گیرنده به‌طور هم‌زمان قادر به دریافت و ارسال اطلاعات هستند. در نوع دیگر ارتباط که ارتباط غیرهمزمان نام دارد نرخ انتقال اطلاعات ۷۲۰ کیلوبایت در ثانیه خواهد بود. البته با وجود سرعت بیشتر این ارتباط نسبت به ارتباط هم‌زمان، قابلیت ارسال و دریافت در یک زمان را ندارد.

### برتری بلوتوث در مقابل تکنولوژی مادون قرمز
فرستنده مادون قرمز و گیرنده آن می‌بایست در مقابل هم قرار بگیرند تا ارسال اطلاعات صورت گیرد، در غیر این صورت و وجود داشتن مانعی در بین راه، انتقال اطلاعات به درستی صورت نمی‌گیرد. یکی دیگر از مشکلات مادون قرمز اصطلاح «یک به یک» است. به این معنی که فقط می‌توان اطلاعات را از یک دستگاه تنها به یک دستگاه دیگر ارسال نمود و در یک لحظه قادر به ارسال اطلاعات از یک دستگاه به چند دستگاه نخواهیم بود اما هر دو مشکل IrDA از طریق بلوتوث قابل رفع است.

### عدم تداخل امواج بلوتوث با دیگر امواج
برای جلوگیری از تداخل اطلاعات بلوتوث از تکنیکی به نام FHSS استفاده می‌کند و این تکنیک به دستگاه‌ها اجازه می‌دهد که در یک محدوده فرکانسی مشخص شده به صورت خودکار تغییر فرکانس داشته باشند. در واقع در این تکنولوژی یابنده کانال آزاد بیش از ۱۶۰۰ بار در ثانیه کانال‌های ارتباطی را چک می‌کند تا از کانال‌های اشغال شده با خبر باشد و در صورت ایجاد یک ارتباط جدید یک کانال آزاد را به آن ارتباط اختصاص دهد.

### خودکار بودن
دستگاه‌های مجهز به تراشه‌های بلوتوث به‌طور خودکار یکدیگر را تشخیص داده و ارتباط برقرار می‌کنند و داده‌ها بدون دستور ما یا با دستور ما انتقال پیدا می‌کنند.

### کم مصرف بودن
احتیاج به انرژی بسیار کم برای برقراری ارتباط با وسایل دیگر موجب صرفه جویی زیاد در مصرف باتری می‌شود. هر سیگنال بلوتوثی که که گوشی تلفن همراه ارسال یا دریافت می‌کند فقط ۱میلی وات از باتری آن را مصرف می‌کند یعنی در واقع می‌توانیم بگوییم که این فعالیت تأثیری روی باتری ندارد.

## کاربرد
1. ایجاد شبکه بی‌سیم بین کامپیوترها در محیط‌های کوچک که پهنای باند کمی مورد نیاز است.
2. ایجاد ارتباط بی‌سیم با دستگاه‌های ورودی و خروجی کامپیوترهای شخصی، مانند صفحه کلید، چاپگر، موس و میکروفن.
3. بلوتوث فروش زیادی در تلفن‌های سلولی داشته‌است که آن‌ها را قادر ساخته که به کامپیوترها وPDAs و hands freeها و بسیاری دیگر از دستگاه‌ها متصل شوند و به این ترتیب یک شبکه بی‌سیم LAN را ایجاد می‌کنند. به‌طوری‌که کنترل بی‌سیم ارتباط میان یک تلفن همراه و hands free مشهورترین کاربرد آن می‌باشد.
4. انتقال فایل (مثل عکس و voice و غیره) بین گوشی‌های موبایل و PDAs و کامپیوترها از طریق OBEX.
5. handset بلوتوث برای گوشی موبایل و smart phone‌ها و feature phoneها
6. جایگزین کردن ارتباطات سریال سیمی در: دستگاه‌های اندازه‌گیری و آزمایش، ابزارهای پزشکی، گیرندهای GPS، وسایل کمک شنوایی
7. در دستگاه‌های کنترل راه دور که سابقاً از تکنولوژی INFRARED در آن‌ها استفاده می‌شد.
8. اتومبیل و استفاده از تکنولوژی بلوتوث به‌عنوان hands free تلفن در آن
9. کنترل از راه دور تلویزیون به جای اینفرارد
10. کنترل بی‌سیم کنسول‌های بازی، مانند WII شرکت NINTENDO و PLAYSTATION۳ سونی که هر دو قرار است در دسته‌های بازی بی‌سیم خود از این تکنولوژی استفاده کنند.
11. اسپیکر بلوتوث و همچنین هدفون بلوتوث و دیگر محصولات صوتی پرتابل

### مثال‌هایی از کاربرد
- یک ماوس مجهز به تکنولوژی بلوتوث می‌تواند در فاصلهٔ دورتر از حد معمول نسبت به مانیتور استفاده شود.
- یک صفحه کلید مجهز به بلوتوث می‌تواند در فاصلهٔ دورتری نسبت به مانیتور مورد استفاده قرار گیرد. این امکان فشار بر روی چشم را برای افرادی که دوربین(long-sighted) می‌باشند، کاهش می‌دهد. افزایش فاصله هم چنین اثر تشعشعٔ الکترومغناطیسی که از مانیتور ساطع می‌شود را کاهش می‌دهد.

این‌گونه صفحه کلیدها این توانایی را دارند که بیش از یک کامپیوتر را پشتیبانی کنند. (به روش سوئیچینگ دینامیک)
- استفاده از ایمیل هنگامی که کامپیوتر قابل حمل ما (لپ‌تاپ) هم چنان در چمدان قرار دارد. هنگامی که لپ‌تاپ ما یک ایمیل دریافت می‌کند، یک هشدار از طریق تلفن موبایل خود می‌گیریم مبتنی بر این که ایمیل جدید رسیده‌است. هم چنین می‌توانیم تمام ایمیل‌ها رسیده را در صفحهٔ نمایش تلفن همراه باز نموده و آن‌هایی را که انتخاب کرده‌ایم، بخوانیم.
- فردی که جهت کسب وکار همواره در حال سفر است، می‌تواند از لپ‌تاپ خود درخواست کند که یک چاپگر مناسب را به محضی که به سالن هتل وارد می‌شود، مکان‌یابی نموده و یک نتیجهٔ چاپی را هنگامی که چاپگر یافت شده‌است و به درخواست لپ‌تاپ پاسخ مثبت داده‌است، به آن بفرستد.
- اتصال بدون کابل به چاپگرها و دستگاه‌های فاکس.
- اتصال بدون کابل به دوربین‌های دیجیتالی و ویدئو پروژکتورها.
- اتصال بدون سیم از تلفن سلولی به hands free.[۸]

## امنیت

### تهدیدات امنیتی مرتبط با فناوری بلوتوث
با رعایت نکات ایمنی و بکارگیری پتانسیل‌های خاصی نظیر «تأیید» یا «رمزنگاری» می‌توان یک محیط ایمن ارتباطی را ایجاد نمود که دارای شرایط ایمنی مساعدی باشد. تعداد زیادی از دستگاه هائی که از بلوتوث استفاده می‌نمایند از کدهای عددی کوچک (موسوم بهPin code) در مقابل رمزهای عبوری استفاده می‌نمایند و همین موضوع می‌تواند مشکلات امنیتی خاص خود را به دنبال داشته باشد.
در صورتی که افراد غیرمجاز قادر به تشخیص و ردیابی یک دستگاه بلوتوث گردند، می‌توانند اقدام به ارسال پیام‌های ناخواسته نموده یا حتی الامکان استفاده از دستگاه بلوتوث را غیرممکن نمایند. یک مهاجم می‌تواند با استفاده از مکانیزم‌های موجود به اطلاعات موجود بر روی دستگاه مورد نظر دستیابی و حتی به آنان آسیب رساند.

### حفاظت در مقابل تهدیدات
غیرفعال کردن بلوتوث در زمانی که از آن استفاده نمی‌گردد. صرفاً در مواردی که قصد ارسال اطلاعات از یک دستگاه به دستگاه دیگر وجود دارد، می‌بایست پتانسیل بلوتوث فعال گردد و از فعال نمودن آن در سایر موارد اجتناب گردد.
استفاده از بلوتوث در حالت نهان. با پیکربندی دستگاه مورد نظر در حالت نهان، سایر دستگاه‌ها قادر به شناسائی دستگاه مورد نظر نخواهند بود. این موضوع باعث نمی‌گردد که دستگاه‌های بلوتوث قادر به برقراری ارتباط با یکدیگر نباشند. در چنین مواردی می‌توان دستگاه‌ها را «جفت» نمود. بدین ترتیب آنان می‌توانند حتی در حالت نهان نیز با یکدیگر ارتباط برقرار نمایند.

### انتقال داده به صورت امن
بلوتوث به اندازهٔ کافی دارای رمز و شناسایی می‌باشد. به علاوه طرح جهش فرکانسی به صورت ۱۶۰۰ بار در ثانیه تأثیرگذار است. در بلوتوث صحت اطلاعات دارای این اجزا می‌باشد:
- تولید عدد به صورت تصادفی
- رمزنگاری
- رمزگذاری کلید مدیریت
- شناسایی و تصدیق[۹]

### تکنیک ایجاد امنیت در بلوتوث
هر وسیله مبتنی بر بلوتوث یک آدرس ۴۸ بیتی منحصربه‌فرد دارد. رویه تأیید استفاده از کلیدهای متقارن هست و رمزنگاری با کلیدی ۱۲۸ بیتی انجام می‌شود. این کلید ۱۲۸ بیتی که به صورت تصادفی انتخاب می‌شود وظیفهٔ انجام مذاکرات امنیتی بین دستگاه‌ها را بر عهده دارد. وقتی دو سیستم مبتنی بر بلوتوث یک کانال ارتباطی بین همدیگر برقرار می‌کنند. هر دو یک کلید آغازین را ایجاد می‌کنند. برای اینکار یک کلید عبور (Pass Key) یا شماره شناسایی شخصی وارد ارتباط می‌شود و کلید آغازین ساخته می‌شود و کلید پیوندی (Link Key) بر اساس کلید آغازین محاسبه می‌شود. از این به بعد کلید پیوندی برای شناسایی طرف ارتباط استفاده می‌شود.
اولین چالش امنیتی کلید عبور هست که به اختصار PIN نامیده می‌شود. مثل هر کلید دیگری کلیدهای طولانی از کلیدهای کوتاه امن تر هستند. اگر هکری بتواند کلید عبور را کشف کند می‌تواند کلیدهای آغازین ممکن را محاسبه کند و بعد از آن کلید پیوندی را بدست آورد. کلید عبوری طولانی می‌تواند محاسبات را برای یافتن کلیدهای بعدی بسیار سخت بکند.
کلید آغازین جایگزین لینک‌های رمزنگاری نشده می‌شود که این یک نقطه ضعف اساسی به حساب می‌آید. بهتر است که در پردازش هر دو دستگاه بلوتوث این قسمت در محل امن تری قرار بگیرد. چرا که یک هکر می‌تواند داده‌های انتقالی که به یک دستگاه بلوتوث فرستاده می‌شود را ضبط کند و از آن برای خلق PIN استفاده کند. هم چنین استفاده از یک کلید عبوری ثابت و کوتاه در تمام مواقع می‌تواند امنیت یک ارتباط بلوتوث را کاملاً به به خطر بیندازد.
کلید لینک می‌تواند ترکیبی از کلیدها یا کلیدهای واحد باشد. بهترین حالت امنیتی این است که از کلیدهای ترکیبی شامل کلیدهای واحد استفاده شود. وقتی از یک کلید واحد استفاده می‌کنیم. باید برای همه تعاملات امنیتی از همان کلید استفاده نمود و این کلید باید برای تمامی دستگاه‌های مجاز به اشتراک گذاشته شود. این یعنی هر دستگاه مجاز می‌تواند به ترافیک شبکه دسترسی داشته باشد.

## نسخه‌های بلوتوث
- نسخهٔ ۱٫۰ و ۱٫۰B

دستگاه‌هایی که از این نسخه‌ها استفاده می‌کردند مجبور بودند آدرس سخت‌افزاری دستگاه را در فرایند Hand shakingدو دستگاه فاش کنندکه در این صورت اصل پنهان نگه داشتن هویت دستگاه نقض می‌شد.
- نسخهٔ ۱٫۱

دستگاه‌هایی که از نسخهٔ ۱٫۱ بلوتوث استفاده می‌کردند قابلیت عملکرد بیشتری داشتند.
- امکان پشتیبانی از کانال‌های بدون رمزگذاری اضافه شد.
- نشانگر قدرت سیگنال‌های دریافتی اضافه شد (RSSI).
- نسخهٔ ۱٫۲

بسیاری از دستگاه‌های جدید بلوتوث دار مانند جدیدترین تلفن‌های همراه با نسخهٔ جدید بلوتوث یعنی ۱٫۲ به فروش می‌رفتند. ویژگی‌ها و مزایایی که این نسخه به وجود آورده بود بدین ترتیب بودند:
- قابلیت سازگاری با بلوتوث نسخهٔ ۱٫۱
- جهش فرکانسی که تداخل امواج رادیویی، با حذف نمودن استفادهٔ پرازدحام فرکانس در ترتیب جهش، را کاهش می‌داد.
- سرعت انتقال سریعتر(۱Mbps)
- ارتباطات اتصال گرای هم‌زمان را گسترش داد، کیفیت صدا در ارتباطات صوتی را ارتقاء داد (با قادر ساختن به ارسال مجدد هنگامی که داده از بین می‌رود)
- نسخهٔ ۲٫۰ + ERD

امکان دارد چندین تکنولوژی ارتباط وجود داشته باشد، ولی تمام آن‌ها در حالت معمول یک هدف دارند و آن سرعت بیشتر بهتر است، می‌باشد. این نسخه نرخ انتقال داده را تا ۳ برابر نسبت به مشخصهٔ عمومی بلوتوث سرعت بخشید. هم چنین این نسخه اتصال چندین دستگاه به یکدیگر را ارتقاء داد. به همراه بلوتوث ۲٫۰ به اضافهٔ نرخ دادهٔ ارتقاء یافته، کاربران به‌طور کاراتر توانستند که چندین دستگاه بلوتوث را در یک زمان استفاده نمایند. در نتیجه شبکه‌های شخصی بلوتوث(PAN) و پیکونت‌ها رایج تر شدند.
در این‌جا لیستی از ویژگی‌های اصلی و ارتقاء یافتهٔ نسخهٔ ۲٫۰ آمده‌است.
- قابلیت سازگار بودن با نسخه‌های قبلی
- سرعت انتقال ۳ برابر سریعتر شده‌است (در بعضی موارد ۱۰ برابر)
- نرخ داده تا ۳Mbps ارتقا یافته‌است.
- مصرف کم انرژی ناشی از کاهش یافتن چرخه‌های کاری
- پشتیبانی از اشاعه نمودن
- ساده‌سازی اتصالات چندگانه به علت آنکه پهنای باند بیشتری قابل دسترس است.
- پروتکل‌های توزیع شده که وظیفه‌شان کنترل دستیابی به رسانا است.
- نرخ خطای بیتی کاهش یافته‌است.[۱۰]

Bluetooth v3.0 + HS در
سال ۲۰۰۹ معرفی شد و برای اولین بار، فناوری بلوتوث به‌طور مستقیم از فناوری
۸۰۲٫۱۱ بهره گرفت. نسخه‌هایی از بلوتوث که به HS مجهزند، می‌توانند از بستر امواج ۸۰۲٫۱۱
استفاده کنند و اطلاعات را با سرعت ۲۴ مگابیت بر ثانیه منتقل کنند. در واقع
برقراری و تأمین نیازمندی‌های امنیتی ارتباط تنها از فناوری بلوتوث استفاده می‌کند
و انتقال اطلاعات در بستر 802.11 صورت می‌گیرد. این فناوری از انرژی بیشتری
استفاده می‌کند.
Bluetooth v4.0 تنها
نسخه‌ای از بلوتوث است که می‌تواند به‌طور هم‌زمان با تمام نسخه‌های بلوتوث با همان
پروتکل ارتباط برقرار کند. علاوه بر این که این نسخه از بلوتوث از BLE نیز بهره می‌گیرد. BLE یا Bluetooth Low Energy در این محصول، مصرف انرژی
ارتباطات بلوتوث را تا حد زیادی کاهش می‌دهد. این فناوری مصرف انرژی بلوتوث را در
هنگام زمان خواب به حداقل می‌رساند. به عنوان مثال یک کاربر از یک هدست بلوتوث
برای مکالمات استفاده می‌کند. زمانی که خبری از مکالمه نیست، BLE مصرف بلوتوث را به حداقل می‌رساند
و به محض برقراری ارتباط، بلوتوث مانند نسخه‌های دیگر انرژی مصرف می‌کند.

## آیندهٔ بلوتوث
ویرایش بعدی بلوتوث LISBON نامیده شده که شامل یک تعداد مشخصه‌است از جمله افزایش امنیت و قابلیت استفاده بیشتر از بلوتوث که ویژگی‌های اصلی آن به ترتیب زیر است:
تغییر رمز به صورت اتوماتیک: به‌طور تناوبی کدهای رمزی تغییر داده می‌شود تا امنیت افزایش یابد.
گسترش پاسخ به درخواست‌ها: در طول پروسه بازبینی و درخواست، اطلاعات بیشتری جمع‌آوری شده و به دستگاه‌ها امکان فیلترینگ بهتری را جهت ارتباط می‌دهد.
کاهش توان مصرفی: سبب کاهش توان مصرفی، وقتی که وسایل در وضعیت sniff low power هستند، می‌شود
افزایش کیفیت سرویس: سبب خواهد شد که وقتی ترافیک مخابراتی در یک خوشه پیکونت بالاست، داده‌های صوتی و تصویری با کیفیت بالا ارسال شوند.
جفت شدن وسایل به‌طور ساده:
به شکل اساسی وظیفه بهبود در جفت شدن وسایل بلوتوث را به عهده دارد. به‌طوری‌که در یک زمان هم کارایی و هم امنیت افزایش می‌یابد. انتظار می‌رود که این مورد به‌طور قابل توجهی در استفاده از بلوتوث افزایش یابد. ویرایش بعد از LISBON, SEATTLE نامیده می‌شود که مشخصه و ویژگی‌های بیشتری را دارد که عمده آن‌ها روی UWB متمرکز شده‌است. این خصیصه امکان استفاده از بلوتوث را در عرض باند بسیار بالای رادیویی موجب شده که به دنبال آن ارسال و انتقال اطلاعات داده‌ها را با سرعت بسیار بالا فراهم می‌کند.
نوآوری‌های اخیر در «آنتن» های «بلوتوث» به این وسایل اجازه داده‌است تا از بردی که در ابتدا برای آن طراحی شده‌است بسیار فراتر قدم بگذارند. در همایش دوازدهم DEF CON (همایش سالانه «هکر» ها که در «لاس‌وگاس» برگزار می‌شود)، گروهی از هکرها که با عنوان Flexilis شناخته می‌شوند، توانستند دو وسیله «بلوتوث» را که حدود نیم مایل (۸۰۰ متر) از یکدیگر دور بودند با موفقیت به هم متصل کنند. آن‌ها از آنتنی مجهز به یک «نوسان‌نما» (Scope) و یک «آنتن یاگی» (Yagi) استفاده کردند که همه آن‌ها به قنداق یک تفنگ متصل شده بود. کابلی آنتن را به کارت «بلوتوث» در رایانه متصل می‌کرد. بعدها آنتن را «تیرانداز آبی» نامیدند.

### نتیجه‌گیری
تکنولوژی بی‌سیم بلوتوث نکات کلیدی مهمی را در بر می‌گیرد که استفادهٔ گستردهٔ آن را آسان می‌کند.
- این تکنولوژی یک تکنولوژی بی‌سیم کوتاه برد است که به دستگاه‌های پیرامون اجازه می‌دهد که از یک واسط هوایی منفرد (به جای استفاده از کابل‌هایی با اتصال گرهای با شکل‌ها، اندازه‌ها و تعداد گیره مختلف) برای اتصال استفاده کنند.
- این تکنولوژی یک استاندارد باز است که در دسترس عموم است و بدون حق امتیاز (انحصار) است.
- بلوتوث از هر دونوع داده و صوت پشتیبانی می‌کند که باعث تبدیل شدن آن به یک تکنولوژی ایدئال برای ارتباط بین وسیله‌ها است.
- بلوتوث از یک باند با فرکانس نامنظم که در همه جای دنیا قابل دسترس است استفاده می‌کند.

برای دستیابی به درک کامل از بلوتوث شبکه‌ای کامل از دستگاه‌های متفاوت بلوتوث (چند گانه) مورد نیاز است و این منتهی به رسیدن به شبکه‌های پراکندهٔ بلوتوث می‌شود که باید اشاره به تشکیل، شکل دهی، زمان‌بندی و مسیریابی و شبکه‌ها کند. معماری بلوتوث به صورت شبکه‌های پیکونت است که یک دستگاه وظیفهٔ هماهنگی بقیه ندها در شبکه را بر عهده دارد.
استاندارد بلوتوث پروتکل‌های متعددی دارد که از استاندارد ۸۰۲٫۱۵IEEE تبعیت می‌کند.
- امنیت ارسال داده بسیار بالا به دلیل کدگذاری پیچیده و تعویض اتوماتیک فرکانس برای جلوگیری از تداخل